# Typothorax
Typothorax — вимерлий рід етозаврів, що мешкав у Пізньому тріасі. Його останки були знайдені в Північній Америці. Відомі два види: T. coccinarum, типовий вид, і T. antiquum.

## Опис

Розмір Typothorax coccinarum відносно людини.

Типоторакс був етозавром, псевдозухом, віддаленим родичем сучасних крокодилів. На відміну від сучасних крокодилів, етозаври були травоїдними. Типоторакс та інші етозаври мають маленькі листоподібні зуби, які не підходили для м'ясної дієти. На відміну від деяких етозаврів, таких як Desmatosuchus, Typothorax не має великих плечових шипів.Однак у нього є кілька збільшених шипів на шиї, що виступають із третього ряду щитків. Він має бічні щитки з рогами, які ззаду зачеплені вздовж спини, а його боки та низ живота вкриті орнаментованими щитками. Хоча скам'янілості етозаврів не такі поширені, як інші архозаври тріасу, їхні броньові пластини є найпоширенішими. Типоторакс був представлений меншою кількістю елементів скелета, ніж інші етозаври. Найбільший відомий екземпляр T. coccinarum, описаний у 2023 році, був би подібним за розміром до Desmatosuchus, понад 5 метрів завдовжки. Його ідентифікували як скелетно незрілу особину (16-19 років) на основі відкритого нейроцентрального шва та ліній зупинки росту. Однак автори попереджають, що, оскільки менші особини мають спільно окостенілі нейроцентральні шви, вони не можуть бути надійним фактором для визначення зрілості етозаврів. Отже, ця особина все ще може бути дорослою.
Хребетний стовп типоторакса вкорочений, окремі хребці зменшуються в довжину, але остеодерми над хребцями не вкорочені. Їхня кількість зменшена, тому кожна дорсальна парамедіальна остеодерма покриває кілька дорсальних хребців. У більшості інших круротарсових є один ряд остеодерм на хребець. T. coccinarum має близько 20 рядів пресакральних остеодерм і близько 26 пресакральних хребців. Якщо шийні шипи Typothorax є гомологічними шипам Desmatosuchus, ймовірно, що ряди остеодерми були видалені спереду, оскільки у Desmatosuchus шипи присутні в п'ятому ряду, тоді як у Typothorax — у третьому.
У T. coccinarum на нижній стороні є 10 грудних стовпів і чотири хвостові стовпи вентральних остеодерм. На відміну від усіх інших етозаврів, типоторакс має гострі остеодерми на нижній стороні хвоста, біля клоаки . Ця область не вкрита остеодермою в тій мірі, як в інших етозаврів, таких як Aetosaurus і Coahomasuchus.

## Історія
Типоторакс був одним із найдавніших хребетних у тріасі західної Північної Америки але з тих пір він був погано вивчений. Палеонтологи десятиліттями знаходили характерні броньові пластини, але лише нещодавно з'явилося комплексне дослідження Typothorax. Він був знайдений в Арізоні, у формації Чінле, а також у Нью-Мексико та Техасі у формації Булл-Каньйон групи Докум.

## Палеобіологія

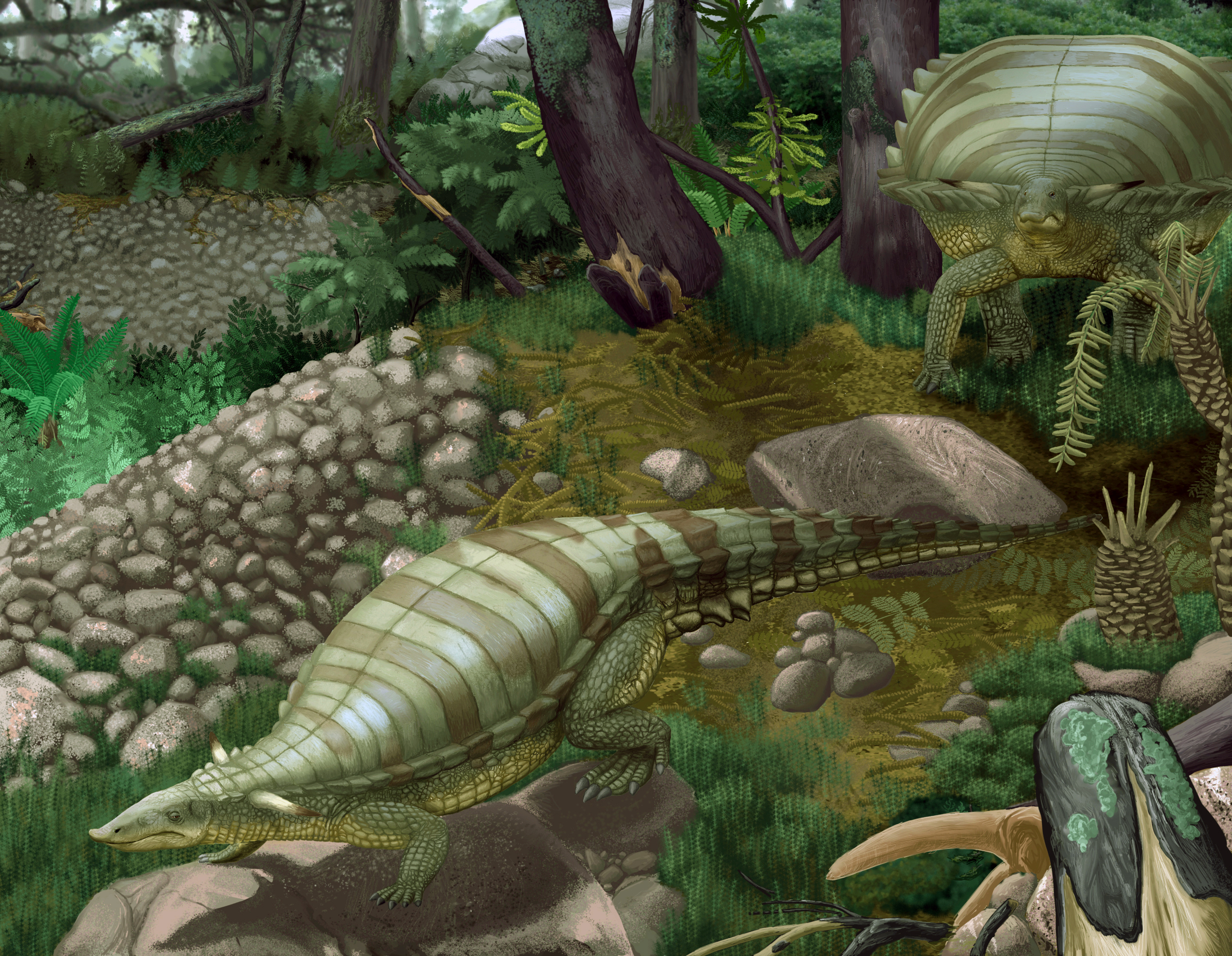
Реконструкція T. coccinarum

Як і всі етозаври та багато інших ранніх круротарсанів, типоторакс мав вертикальні задні кінцівки, які трималися під тілом. Це видно по прямій стегновій кістці, спрямованому вперед стопі та виступі бічної поверхні клубової кістки над стегновою кісткою. Оскільки довжина стегнової кістки майже дорівнює довжині великогомілкової та малогомілкової кісток (гомілка), астрагала та п'яткової кістки (щиколотка), типоторакс, ймовірно, був повільним. Передні кінцівки зменшені в розмірах і були спрямовані назовні в розпростертому положенні. Ця поза також спостерігається у анкілозаврів, цератопсів і ранніх цинодонтів проциносухів .
Деякі аспекти передніх кінцівок були інтерпретовані як пристосування до риття. Як і у багатьох чотириногих, що риють, радіус значно коротший за плечову кістку. Як і в інших етозаврів, на плечовій кістці є помітний дельтопекторальний гребінь. Манус короткий і широкий, характерний для тварин, що риють. На плечовій кістці також є ентепікондил, який є початком м'язів -пронаторів і м'язів-згиначів передпліччя. Typotorax також має відносно довгий олекранольний відросток для вставлення триголового м'яза, але не такий довгий, як у тварин, що риють. Хекерт та ін. (2010) дійшли висновку, що типоторакс не був спеціально пристосований для викопного способу життя, але мав здатність копати, якої не мали інші етозаври. Перевернута морда типоторакса та інших етозаврів свідчить про те, що вони, можливо, шукали їжу, риючись у ґрунт.

## Класифікація
Типоторакс належить до клади етозаврів під назвою Typothoracinae, в межах підродини Aetosaurinae . Він тісно пов'язаний з Redondasuchus. Redondasuchus reseri вперше був названий у 1991 році, але пізніше був синонімічним до T. coccinarum у 1995 році на основі подібності між остеодермами, використовуваними для опису виду, та передніми остеодермами T. coccinarum. Марц (2002) припустив, що R. reseri належить до Typothorax, але все ще є його власним видом, який називається T. reseri. Нещодавно відмінність Redondasuchus від Typothorax була підтверджена описом нового виду, R. rineharti, у 2006 році. З новим скелетним матеріалом з T. coccinarum, Heckert et al. (2010) стверджують, що Redondasuchus відрізняється від Typothorax, оскільки він має сильно зігнуті парамедіанні остеодерми, тоді як Typotorax має більш м'яко вигнуті парамедіанні остеодерми.
Паркер переописав голотип типового виду Typothorax, T. coccinarum. Було виявлено, що він надто фрагментарний для діагностики, тому його вважають nomen dubium. Episcoposaurus horridus, типовий вид свого роду, який зазвичай вважається молодшим синонімом T. coccinarum, є наступною доступною назвою для матеріалу, що відноситься до T. coccinarum. Таким чином, інші види Typothorax і матеріал, віднесений до T. coccinarum, можуть бути повторно віднесені до Episcoposaurus. Для збереження таксономічної стабільності Паркер (2013) запропонував подати заявку на неотип для T. coccinarum із добре збережених зразків, раніше віднесених до нього.